# Spiterhøi
Spiterhøi är ett fjäll i Loms kommun i Oppland i Norge. Det har en höjd på 2033 m ö.h. och är den 165:e högsta fjälltoppen i landet, om man räknar toppar med en primärfaktor på minst 50 meter.